# Pulvinaria aethiopica
Pulvinaria aethiopica är en insektsart som först beskrevs av De Lotto 1959.  Pulvinaria aethiopica ingår i släktet Pulvinaria och familjen skålsköldlöss. Inga underarter finns listade i Catalogue of Life.